# Heteronympha wilsoni
Heteronympha wilsoni är en fjärilsart som beskrevs av Burns 1947. Heteronympha wilsoni ingår i släktet Heteronympha och familjen praktfjärilar. Inga underarter finns listade i Catalogue of Life.